# Thylogale lanatus
Падемелон гірський (Thylogale lanatus) — вид дрібних сумчастих з родини Кенгурові (Macropodidae). Етимологія: лат. lanatus — «шерстистий». 

## Поширення
Ендемік великих висот (від 3000 до 3800 м над рівнем моря) на півострові Гюон, Нова Гвінея. Живе у високогірських тропічних лісах та на субальпійських луках.

## Загрози та збереження
Загрозою є полювання людей на них задля їжі.